# Kirill Dmitriev
Kirill Aleksandrovič Dmitriev (in russo Кирилл Александрович Дмитриев?; Kiev, 12 aprile 1975) è un economista e manager russo, CEO del Fondo russo per gli investimenti diretti russi (RDIF), un fondo sovrano di 10 miliardi di dollari creato dal governo russo per effettuare investimenti nell'economia del Paese.
Nel febbraio 2022 sia Dmitriev che RDIF sono stati sottoposti a sanzioni da parte del Tesoro degli Stati Uniti in seguito all'invazione russa dell'Ucraina.

## Biografia
Kirill Dmitriev, nato nel 1975 a Kiev, all'epoca in Unione Sovietica, è stato uno dei primi studenti di scambio russi ospitato in una famiglia del New Hampshire nel 1990. Quando Dmitriev aveva 14 anni, fu mandato a vivere con gli amici dei suoi genitori in California, dove la famiglia ospitante e Dmitriev convinsero gli amministratori del Foothill College a iscriverlo. In due anni, si trasferì alla Stanford University, da cui ha conseguito una laurea in economia con lode e distinzione. Ha continuato la sua formazione presso la Harvard Business School, dove ha completato il programma MBA come studioso di Baker.
Dmitriev ha lavorato come investment banker presso Goldman Sachs a New York e consulente presso McKinsey & Company a Los Angeles, Mosca e Praga,  prima di tornare in Russia nel 2000. È stato associato presso il fondo di private equity Delta Private Equity Partners dal 2002 al 2007, mentre lavorava anche per The U.S. Russia Investment Fund. È stato presidente di Icon Private Equity dal 2007 al 2010.
Durante la sua carriera, Dmitriev ha lavorato alla vendita di DeltaBank a General Electric, DeltaCredit Bank a Société Générale, azioni CTC Media a Fidelity Investments, National Cable Networks a Basic Element, CompuLink a tre fondi di investimento, TV3 a Prof-Media e NTC a Bank Rossija.

## Vita privata
Sposato con Natal'ja Popova, vicedirettrice della ONG Innopraktika Foundation. La moglie è molto amica della figlia minore di Putin, Katerina Tichonova.